# Erannis brumaria
Erannis brumaria är en fjärilsart som beskrevs av Moritz Balthasar Borkhausen 1794. Erannis brumaria ingår i släktet Erannis och familjen mätare. Inga underarter finns listade i Catalogue of Life.